# Gimnàstica
La gimnàstica és un tipus d'esport. Consisteix en l'execució exacta i harmònica d'una sèrie de moviments corporals, que són definits amb precisió. La seva execució es fa a mans lliures o amb aparells. La gimnàstica es divideix en les variants general, artística, rítmica, aeròbica, acrobàtica i trampolí.

## Història

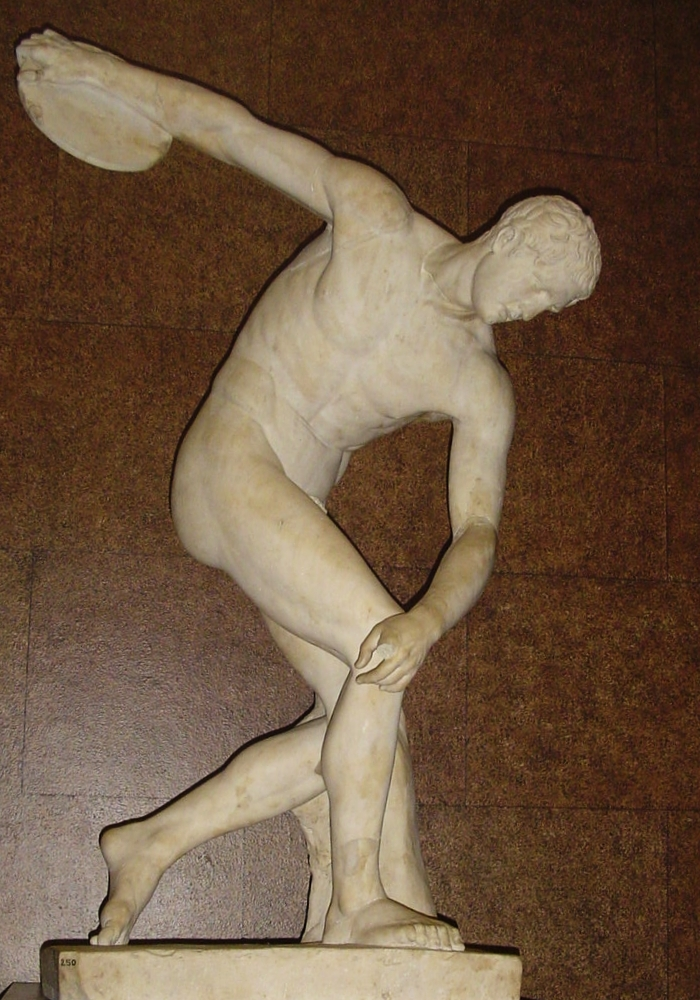
Llançador de disc. Discòbol, còpia romana de l'original grec, s. V aC

Els seus orígens es confonen amb la cultura corporal practicada pels grecs, de la qual deriva el nom, ja que qualificava els exercicis practicats amb el cos nu. La paraula gimnàstica s'aplicà al principi al joc dels atletes que corrien, saltaven, lluitaven i llançaven el disc i la barra. Més tard, els recintes plantats d'arbres o els locals coberts dedicats als jocs atlètics foren el punt de cita dels que volien conrear la intel·ligència i la seva força. Mentre que a la Grècia antiga els doris, ètnia conqueridora, es dedicaven a la gimnàstica amb finalitats guerreres, els atenencs buscaven en aquells exercicis la salut del cos i de l'esperit, l'harmonia i la gràcia.
Els romans de la República es van dedicar amb entusiasme a la marxa, l'equitació i altres exercicis gimnàstics. No poques vegades, després d'un exercici violent es llançaven al Tíber com els espartans a l'Eurotas. Plutarc refereix que Cèsar va aconseguir guarir-se una neuràlgia fent que un esclau li fes massatge als músculs. Amb tot, els romans no van practicar mai la veritable gimnàstica, la d'Atenes. Només van prendre de Grècia els exercicis dels circs, adaptant al seu caràcter cruel els exercicis grecs i transformant així en combats de gladiadors els jocs dels atletes grecs.
L'edat mitjana no va conèixer la gimnàstica. Únicament, alguns aristòcrates van continuar exercitant-se en justes i torneigs sota l'armadura de ferro, amb la qual cosa no es poden considerar exercicis gimnàstics. El cristianisme, tan hostil a la nuesa corporal, no feu res per a realçar o establir els exercicis corporals. La veritable gimnàstica fou defensada pels filòsofs reformadors Martí Luter, Ulrico Zuinglio o Philipp Melanchthon.
No obstant això, cal situar-ne el naixement com a esport al segle xviii, a la darreria del qual els alemanys Muths, Jahn i, després, el suec Ling hi van donar forma i van crear el material específic i els aparells que encara avui es fan servir, mentre el valencià Antoni Amorós introduïa el ritme, amb el cant i la música, en l'execució dels exercicis.
Com a disciplina olímpica és regulada per la Federació Internacional de Gimnàstica (Fédération Internationale de Gymnastique), creada el 1881, que organitza les grans competicions internacionals: els campionats del món cada dos anys senars (des del 1963) i els Jocs Olímpics (la gimnàstica artística o anomenada també gimnàstica artística esportiva o gimnàstica esportiva, des de l'inici, i la gimnàstica rítmica des del 1984, i el trampolí des del 2000).

## Disciplines gimnàstiques

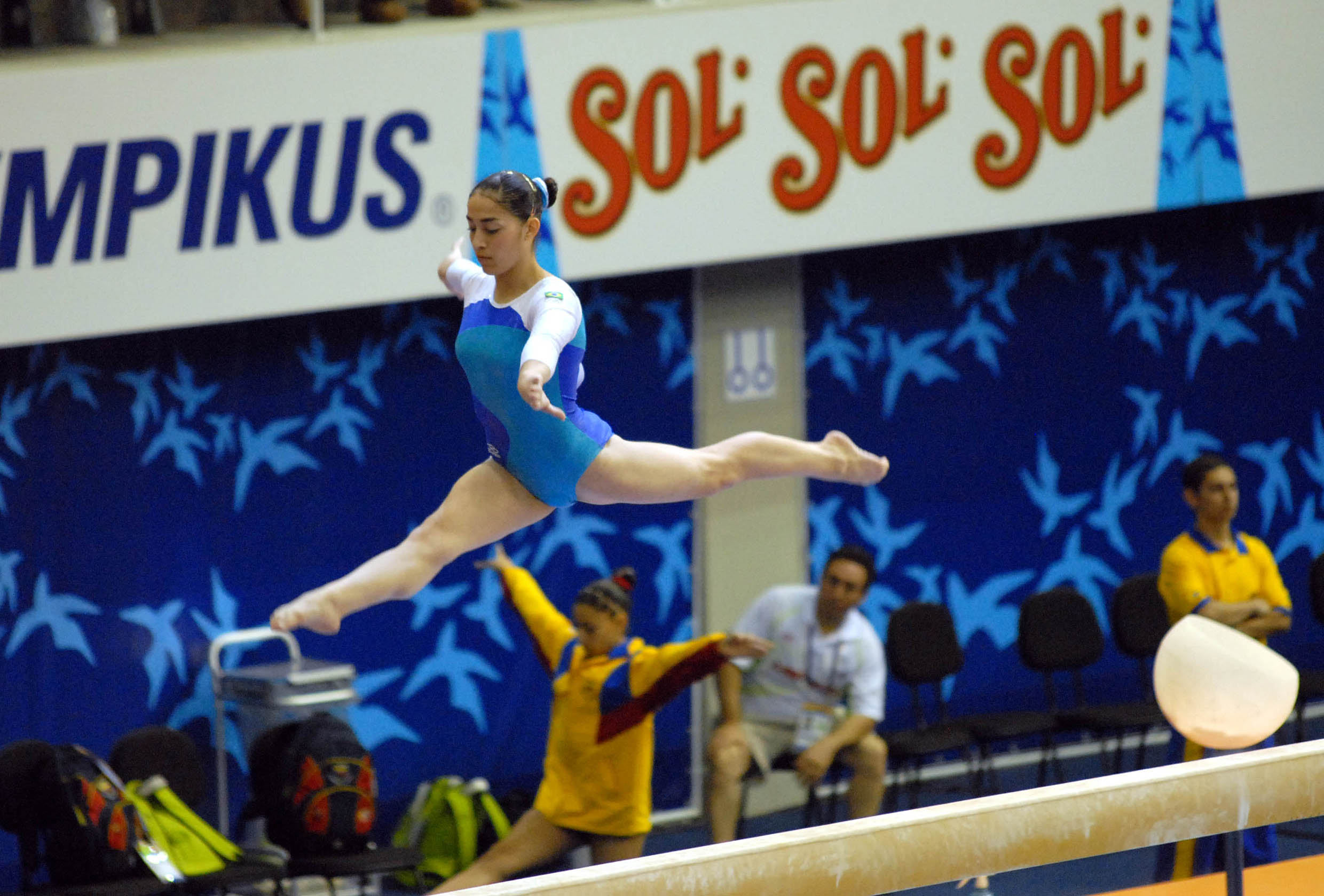
Exercici de barra d'equilibris

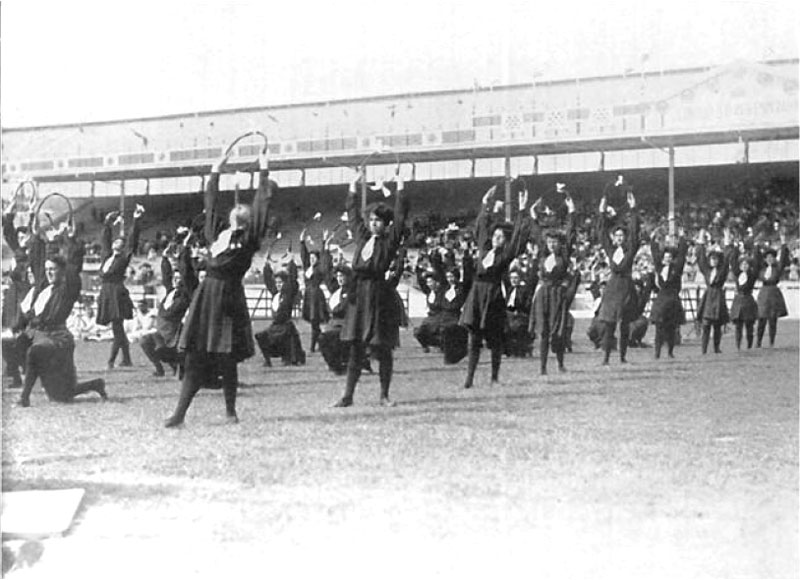
Equip femení de gimnàstica britànic als jocs d'estiu de 1908 a Londres

La gimnàstica moderna, regulada per la FIG, es compon de sis disciplines:

### Gimnàstica general
La gimnàstica general és una disciplina en la qual participa gent de totes les edats en grups des de 6 fins a 150 gimnastes, que executen coreografies de manera sincronitzada. Els grups poden ser d'un sol gènere o mixts.

### Gimnàstica artística
La gimnàstica artística o esportiva és practicada tant en categoria masculina com femenina. Forma part del programa oficial dels Jocs Olímpics des dels Jocs Olímpics d'Estiu de 1896 celebrats a Atenes (Grècia). Cada grup realitza diferents proves sobre distints aparells. Els homes participen en les barres paral·leles, la barra fixa, les anelles, els salts sobre cavall, el cavall amb arcs i exercici de terra acrobàtics amb les mans lliures. Les dones participen en les barres asimètriques, el salt sobre cavall, la barra d'equilibris, i exercici de terra practicat amb música, la qual cal seguir amb harmonia. Tradicionalment, a nivell internacional, la competició es divideix en dues actuacions diferents: l'obligatòria i l'opcional. En la part obligatòria, els competidors han de realitzar la mateixa rutina. En l'opcional, els gimnastes realitzen coreografies pròpies.

### Gimnàstica rítmica
La gimnàstica rítmica és una disciplina esportiva que combina elements de ballet, gimnàstica i dansa, així com l'ús de diversos aparells com la corda, el cèrcol, la pilota, les maces i la cinta. Els exercicis es realitzen sobre un tapís, on s'ha de coordinar també el ball.

### Gimnàstica aeròbica
La gimnàstica aeròbica, abans coneguda com a aeròbic esportiu, és una disciplina de la gimnàstica en la qual s'executa una rutina d'entre 100 i 110 segons amb moviments d'alta intensitat derivats de l'aeròbic tradicional, a més d'una sèrie d'elements de dificultat. Aquesta activitat ha de mostrar moviments continus, flexibilitat, força i una perfecta execució en els elements de dificultat.

### Gimnàstica acrobàtica
La gimnàstica acrobàtica, també coneguda com a esport acrobàtic o acro-sport, és una disciplina de grup en la qual existeixen les modalitats de parella masculina, parella femenina, parella mixta, trio femení i quartet masculí, i s'hi realitzen exercicis amb el cap, mans i peus del company, amb un acompanyament musical.

### Gimnàstica estètica
La gimnàstica estètica de grup és un esport majoritàriament femení que consisteix a seguir una melodia que representa una temàtica a partir de moviments corporals. L'objectiu n'és formar una història amb música i els moviments de les gimnastes. Aquesta modalitat va sorgir en la dècada de 1950, al nord d'Europa, i s'ha anat estenent per l'estat espanyol fins a l'actualitat. Tot i així, continua sense ser un esport gaire conegut i encara no ha estat reconegut com a esport olímpic.

### Trampolí
La disciplina de trampolí consisteix en quatre modalitats: minitramp, doble minitramp, trampolí i tumbling, dels quals només l'individual està inclòs en els Jocs Olímpics. Consisteix a fer acrobàcies aèries des d'un llit elàstic en una successió de salts.